# بيلينزونا
بيلينزونا (بالإيطالية: Bellinzona)‏ هي بلدية عاصمة كانتون في سويسرا، تقع في مقاطعة بيلينزونا ‏. يقدر عدد سكانها بـ 17,111 نسمة .

## أعلام
- كوبيلاي توركيلماز
- أنتونيو مارشيسانو
- ريناتو بيرتا
- ماركوس راب
- فيليبو لومباردي
- لورا سولاري
- مالكولم مكلارين